# 姜京佐
姜京佐(Jiang JinZuo,1997年11月29日-),出生於遼寧鞍山，中國舞者、歌手，所屬經紀公司香蕉娛樂,
男子團體組合TANGRAM成員。曾在少林寺待過一年，學習武功。2018年1月，參與選秀節目偶像練習生，以61名無緣晉級第二輪比賽。2018年8月，與組合演唱大師兄電影主題曲，向前衝。2021年1月，參與選秀節目青春有你3,最終以22名，無法進入總決賽。

## 外部連結
- 姜京佐的新浪微博
- 姜京佐作業中的新浪微博
- 姜京佐的Instagram帳戶